# Neopsallus
Neopsallus is een geslacht van wantsen uit de familie van de Miridae (Blindwantsen). Het geslacht werd voor het eerst wetenschappelijk beschreven door Schuh & Schwartz in 2004.

## Soorten
Het genus is monotypisch en bevat alleen de volgende soort:

- Neopsallus powelli Schuh & Schwartz, 2004